# فهرست قنات‌های شهرستان باشت
جدول زیر بر اساس آمار وزارت جهاد کشاورزی تهیه شده‌است. فهرست زیر قنات‌های شهرستان باشت در استان کهگیلویه و بویراحمد را نشان می‌دهد.
| نام قنات  | موقعیت                 | نزدیک‌ترین روستا | طول قنات (متر) | تعداد میله چاه | عمق مادر چاه | دبی (لیتر بر ثانیه) | سطح زیر کشت (هکتار) |
| --------- | ---------------------- | --------------- | -------------- | -------------- | ------------ | ------------------- | ------------------- |
| برغون     | بخش مرکزی شهرستان باشت | برغون           | ۸۰۰            | ۵۳             | ۶            | ۳۵                  | ۳۵                  |
| سعادت‌آباد | بخش مرکزی شهرستان باشت | سعادت‌آباد       | ۱۲۰            | ۹              | ۳٫۵          | ۲۴                  | ۲۴                  |
| ملک‌آباد   | بخش مرکزی شهرستان باشت | ملک‌آباد         | ۹۰۰            | ۶۰             | ۵            | ۰                   | ۴۰                  |
| منصورآباد | بخش مرکزی شهرستان باشت | منصورآباد       | ۱۶۰۰           | ۱۰۰            | ۷            | ۴۰                  | ۸۰                  |